# سنغ سفيد (درونة)
سنغ سفيد (بالفارسية: سنگ سفید) هي قرية تقع في إيران في قسم درونة الريفي.